# Coprophanaeus degallieri
Coprophanaeus degallieri là một loài bọ cánh cứng trong họ Bọ hung (Scarabaeidae).